# Æthelwold di Winchester
Æthelwold di Winchester, o Etelvoldo in italiano (Winchester, 904/909 – Surrey, 1º agosto 984), è stato un vescovo cattolico inglese, vescovo di Winchester dal 963 al 984 e uno dei leader della riforma monastica che attraversò l'Inghilterra nel corso del X secolo.
Nel corso del secolo precedente la vita monastica aveva infatti raggiunto il punto massimo del suo declino sia a causa delle frequenti incursioni vichinghe che a causa di una crescente preferenza per il clero secolare dove si conduceva una vita meno povera. I re inglesi, da Alfredo il Grande in poi, avevano preso a cuore la causa dei Benedettini, ma fu solo verso la metà del X secolo che i monarchi misero insieme abbastanza fondi per supportare efficacemente questo ordine. Æthelwold divenne uno dei promotori di questa riforma nonostante i suoi modi rudi gli avessero procurato diversi nemici ed egli fu peraltro un feroce oppositore del clero secolare attestandosi su posizioni più dure di quanto non fecero i suoi compagni di riforma quali Dunstano di Canterbury e Oswald di Worcester. Nondimeno gli si riconosce d'essere stato una delle figure chiave della riforma nonché uno dei maggiori contributori alla rinascita degli studi e delle arti. A livello politico Æthelwold supportò Etelredo II d'Inghilterra contro Edoardo il Martire e giocò un ruolo rilevante all'interno del concilio che governò durante la minore età di Etelredo.

## La vita a corte
Æthelwold nacque a Winchester da una nobile famiglia in data imprecisata, ma compresa, fra il 904 e il 909. A partire dal tardo decennio del 920 egli servì in qualità di laico presso la corte di Atelstano d'Inghilterra e secondo il suo biografo Wulfstan il Cantore egli passò tanto tempo presso la corte del re imparando molte cose che gli sarebbero venute utili dal Witan del sovrano. Atelstano fece in modo che Æthelwold venisse ordinato da Ælfheah il Calvo (morto marzo 951), si dice nello stesso giorno in cui li prese Dunstano. Nel tardo decennio del 930 Æthelwold studiò presso Ælfheah nella sua città natale e quindi si recò all'Abbazia di Glastonbury dove Dunstano era divenuto abate, qui Æthelwold studiò la Patristica, la metrica e la grammatica finché non venne nominato Decano. Durante il regno di Edredo d'Inghilterra Æthelwold espresse il desiderio di andare sul continente per accrescere le proprie conoscenze, ma il re gli rifiutò il permesso e lo nominò abate presso l'abbazia di Abingdon che in seguito venne guidata da chierici secolari. Æthelwold mise a frutto gli anni che trascorse in quella sede avviando la costruzione di una nuova chiesa, la ricostruzione del chiostro e introdusse presso l'abbazia la Regola benedettina.
Quando Edredo morì nel 955 il suo successore Edwing d'Inghilterra decretò che il consigliere di suo zio, Dunstano, dovesse essere esiliato mentre la presenza di Æthelwold è attestata a corte per alcune volte nel corso dei suoi quattro anni di regno. Il fratello minore del re, Edgardo, che gli succedette al trono, ebbe Æthelwold quale insegnante tanto che venne da lui ispirato ad interessarsi alla regola benedettina. Quando Edwing morì nel 959 Æthelwold sostenne la successione del quindicenne Edgardo e pare che fra il 960 e il 963 fosse al suo servizio a corte, giacché molti dei documenti sono scritti da lui.

## Vescovo di Winchester

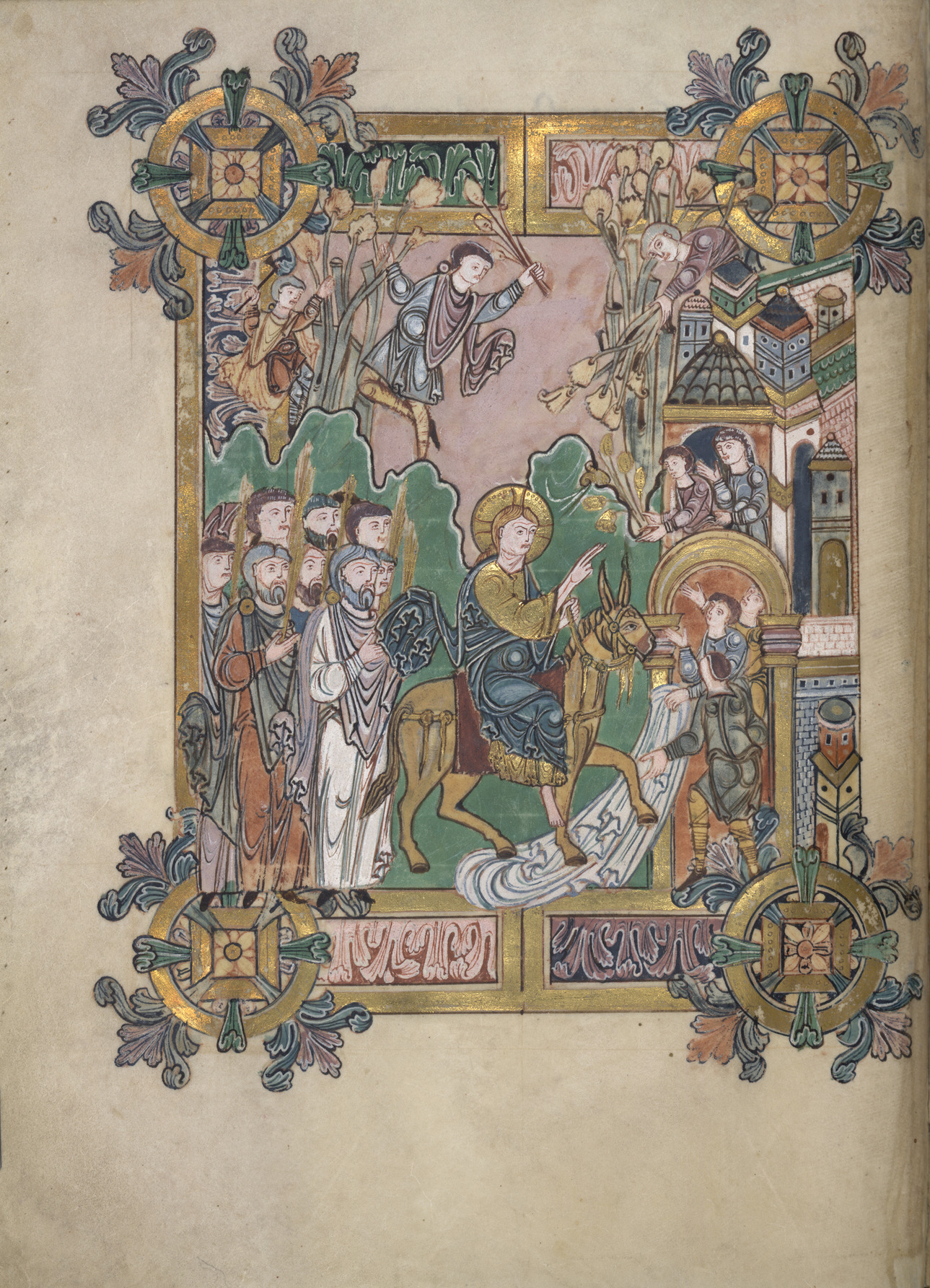
L'entrata a Gerusalemme dal Benedictional di S. Æthelwold

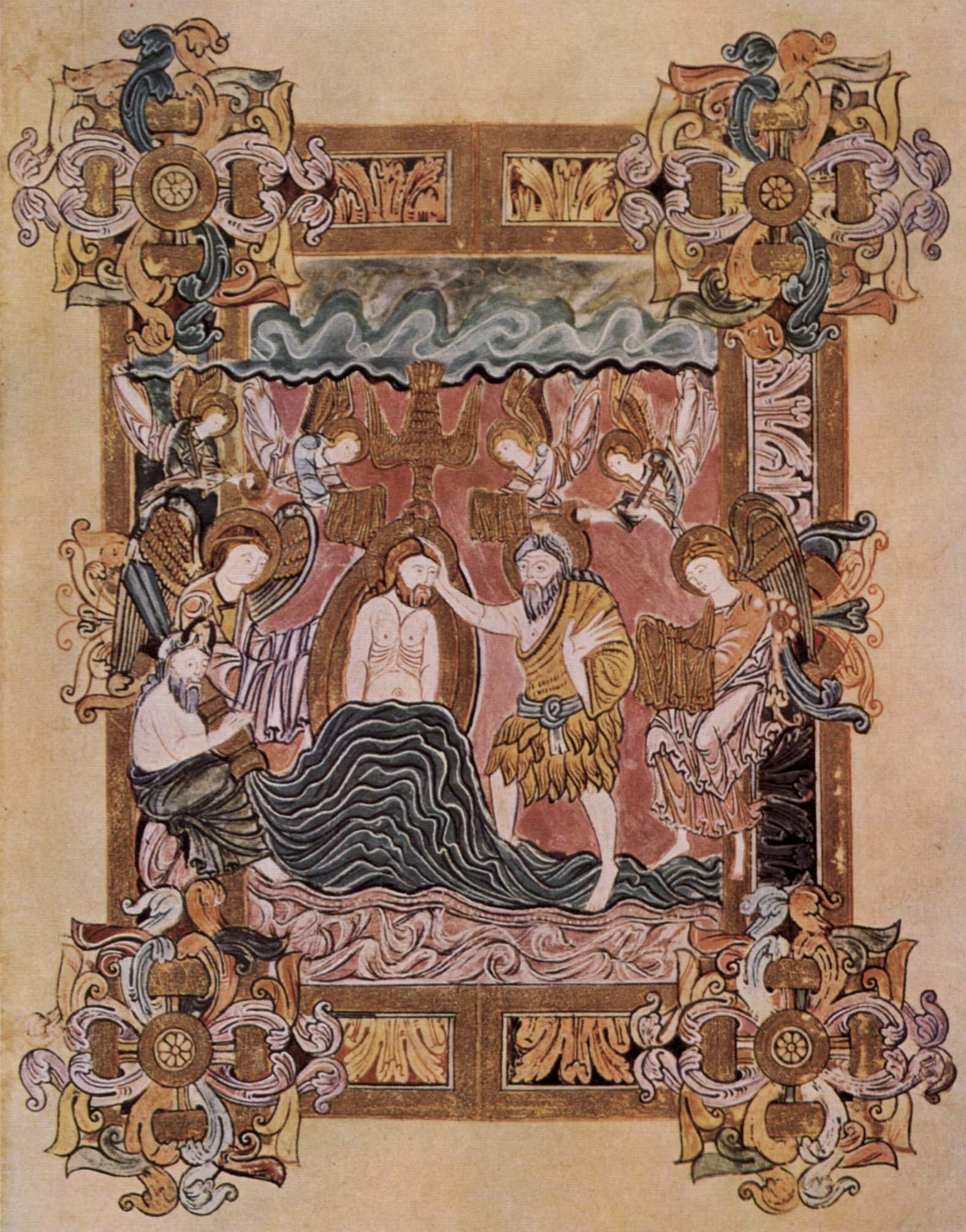
Il battesimo di Cristo, dal Benedictional

Il 29 novembre 963 Æthelwold fu consacrato vescovo di Winchester e l'anno seguente con la connivenza di Edgardo e una milizia guidata da regi ufficiali riuscì ad espellere i chierici dalle chiese di Old e New Winchester e rimpiazzarli con uomini venuti da Abingdon e lo stesso re aveva avuto il permesso per la loro espulsione dal pontefice nel corso dell'autunno precedente. Fra il 964 e il 971 Æthelwold rifondò diversi monasteri a Chertsey, Milton Abbas, Peterborough, Ely e Thorney e un convento femminile a Winchester. Manifestò anche un certo zelo nel riprendere tutte quelle terre che si credeva che una volta fossero appartenute agli ordini religiosi e che erano state successivamente alienate e quando fu necessario vennero falsificati i documenti per giustificare le sue pretese.
Æthelwold fu il più strenuo propagandista della regola benedettina durante il regno di Edgardo nonché l'autore della maggior parte delle opere scritte a suo favore, egli godeva d'altronde dell'appoggio del re e di sua moglie Elfrida d'Inghilterra e nei suoi lavori mise sempre in luce il ruolo centrale del sovrano, che era visto come il rappresentante di Cristo, nella restaurazione dei monasteri. Æthelwold immaginava per Edgardo un ruolo di maggior rilevanza nella supervisione dei monasteri così come Elfrida avrebbe dovuto averlo per i conventi. Egli fu comunque decisamente più radicale nella propria difesa dei monasteri di quanto non furono mai i colleghi Dunstano ed Oswald di Worcester, gli altri grandi leader del movimento di rinnovamento. I due seguirono la pratica continentale di far vivere monaci e chierici secolari nella stessa casa e non lo seguirono mai nelle espulsioni dei secolari con successivo rimpiazzo da parte dei monaci che Æthelwold fece nel corso della propria carriera. Nei propri scritti mise spesso in relazione il termine chierico secolare con quello di sozzura sostenendo che fossero inadatti a servire l'altare o ad impegnarsi in qualunque altra forma di servizio poiché molti erano sposati e non seguivano alcuna regola monastica.
Per gli ammiratori le espressioni di padre dei monaci e vescovo benevolente sono l'epitome di come il vescovo fosse un amico dei poveri e un riformatore, nel corso della propria vita Æthelwold non ebbe buona salute e lo stile di vita che condusse come studioso prima e poi come insegnante, prelato e consigliere reale fu sempre improntato a una certa austerità. Di lui si diceva che era temibile come un leone con i ribelli e dolce come una colomba con i miti e che abbia scritto un trattato sul cerchio e compilato un documento noto come la Regularis concordia.
Anche da vescovo Æthelwold continuò ad insegnare presso il monastero della diocesi e ciò che sopravvive dei suoi alunni dimostra che essi lo rispettavano e lo trattavano con un certo affetto. Ciò che invece è rimasto dei suoi lavori scritti sia in latino che in Old English dimostrano che egli era un grande studioso e si crede che le sue opere scritte nella lingua natale abbiano influenzato lo sviluppo stesso dell'Old English.
Parte delle ricchezze che accumulò venne usata per ricostruire delle chiese ed Æthelwold fu anche un patrono delle arti anche se, sfortunatamente, non è arrivato a noi altra opera da lui prodotta che non quelle in forma scritta.
Circa un secolo dopo egli si era creato la fama d'essere un orefice capace e gli fu accreditata la creazione di una serie di oggetti, che avrebbe prodotto ad Abingdon, come ritratti ed oggetti realizzati con metalli preziosi oltre a campane e persino le canne di un organo.
Anche Spearhafoc, il suo successore come abate ad Abingdon, fu un artista di un certo rilievo così come Dunstano, tuttavia, per quanto riguarda Æthelwold il suo biografo Wulfstan non menziona nella sua opera la lavorazione dei metalli quale forma d'arte, ma fa riferimento invece alla progettazione di edifici o giardini.
Egli fu vescovo nel momento in cui l'arte del manoscritto miniato raggiunse il suo apice e il Benedictional di St. Æthelwold, uno dei più importanti manoscritti ora conservato alla British Library, fu da lui commissionato e a lui si deve la ricostruzione della cattedrale di Winchester nel 980.

## Il consigliere del giovane re e la morte
Æthelwold nel corso della propria vita giocò anche un ruolo politico di una certa rilevanza. Quando Edgardo morì nel 975 la successione divenne oggetto di discussione con Æthelwold che supportava l'ascesa del giovane Etelredo di appena otto anni, figlio di Elfrida, e Dunstano ed Oswald attestati con Edoardo, figlio della prima moglie di Edgardo Æthelflæd. A spuntarla fu Edoardo che regnò fino al 978 anno in cui fu ucciso e a quel punto al trono salì Etelredo II d'Inghilterra e pare che Æthelwold rivestì un ruolo importante all'interno del concilio che affiancò il re fino a che non divenne maggiorenne. Tuttavia va notato che fu solo dopo la sua morte che Etelredo iniziò ad agire contro gli interessi di alcuni monasteri ed Abindgdon fu proprio la prima vittima che recuperò i propri privilegi solo nel 993 con un documento in cui il sovrano riconosceva che la morte di Æthelwold era stata una perdita per il paese.
Oramai piuttosto anziano,Æthelwold morì il 1º agosto 984 nel Surrey e venne sepolto a Winchester.

## Culto
Dodici anni dopo la sua morte un cittadino di Wallingford sostenne di aver recuperato la vista dopo averne visitato la tomba di sant’Etelvoldo a Winchester. Tale avvenimento venne preso come un segno di doverlo riconoscere formalmente come santo e per questo venne traslato dalla cripta al coro.
Riconosciuto come santo precocemente (il suo nome ricorre in molti codici medievali che ricopiano il Martirologio di Usuardo, sant’Etelvoldo di Winchester fu inserito dal Baronio nel Martirologio Romano (1586) e il culto è stato confermato nella recentissima edizione (2001) del Martirologio Romano.

## Genealogia episcopale
La genealogia episcopale è:
- Arcivescovo Oda di Canterbury
- Arcivescovo Dunstano di Canterbury, O.S.B.
- Vescovo Æthelwold di Winchester